# Igrzyska Azji Południowo-Wschodniej
Igrzyska Azji Południowo-Wschodniej (ang. Southeast Asian Games) – multidyscyplinarne, międzynarodowe zawody sportowe, w których uczestniczą zawodnicy z krajów Azji Południowo-Wschodniej. Pierwsza edycja igrzysk odbyła się w 1959 roku i od tego czasu zawody te rozgrywane są co dwa lata (z wyjątkiem roku 1963, kiedy to wybrana na gospodarza Kambodża nie była w stanie zorganizować imprezy z powodu wewnętrznego konfliktu).
Zawody początkowo organizowane były jako Igrzyska Półwyspu Indochińskiego (ang. Southeast Asian Peninsular Games) i uczestniczyło w nich 7 państw: Birma, Tajlandia, Kambodża, Laos, Wietnam, Malezja oraz Singapur (przed 1965 rokiem jako kolonia brytyjska). Od 1977 roku dopuszczone zostały również Filipiny, Indonezja i Brunei (kolonia brytyjska do 1984 roku), a zawody zmieniły nazwę na Igrzyska Azji Południowo-Wschodniej. Od 2003 roku w zmaganiach uczestniczy także Timor Wschodni.

## Edycje igrzysk
Edycje Igrzysk Azji Południowo-Wschodniej:
| Edycja                              | Rok  | Gospodarz                    | Data                    |
| ----------------------------------- | ---- | ---------------------------- | ----------------------- |
| Igrzyska Półwyspu Indochińskiego    |      |                              |                         |
| I                                   | 1959 | Bangkok                      | 12–17 grudnia           |
| II                                  | 1961 | Rangun                       | 11–16 grudnia           |
| III                                 | 1963 | Protektorat Kambodży         | Nie odbyły się          |
| III                                 | 1965 | Kuala Lumpur                 | 14–21 grudnia           |
| IV                                  | 1967 | Bangkok                      | 9–16 grudnia            |
| V                                   | 1969 | Rangun                       | 6–13 grudnia            |
| VI                                  | 1971 | Kuala Lumpur                 | 6–13 grudnia            |
| VII                                 | 1973 | Singapur                     | 1–8 września            |
| VIII                                | 1975 | Bangkok                      | 9–16 grudnia            |
| Igrzyska Azji Południowo-Wschodniej |      |                              |                         |
| IX                                  | 1977 | Kuala Lumpur                 | 19–26 listopada         |
| X                                   | 1979 | Dżakarta                     | 21–30 września          |
| XI                                  | 1981 | Manila                       | 6–15 grudnia            |
| XII                                 | 1983 | Singapur                     | 28 maja–6 czerwca       |
| XIII                                | 1985 | Bangkok                      | 8–17 grudnia            |
| XIV                                 | 1987 | Dżakarta                     | 9–20 września           |
| XV                                  | 1989 | Kuala Lumpur                 | 20–31 sierpnia          |
| XVI                                 | 1991 | Manila                       | 24 listopada–3 grudnia  |
| XVII                                | 1993 | Singapur                     | 12–20 czerwca           |
| XVIII                               | 1995 | Chiang Mai                   | 9–17 grudnia            |
| XIX                                 | 1997 | Dżakarta                     | 11–19 października      |
| XX                                  | 1999 | Bandar Seri Begawan          | 7–15 sierpnia           |
| XXI                                 | 2001 | Kuala Lumpur                 | 8–17 września           |
| XXII                                | 2003 | Hanoi i Ho Chi Minh          | 5–13 grudnia            |
| XXIII                               | 2005 | Manila                       | 27 listopada–5 grudnia  |
| XXIV                                | 2007 | Nakhon Ratchasima            | 6–15 grudnia            |
| XXV                                 | 2009 | Wientian                     | 9–18 grudnia            |
| XXVI                                | 2011 | Palembang i Dżakarta         | 11–22 listopada         |
| XXVII                               | 2013 | Naypyidaw                    | 11–22 grudnia           |
| XXVIII                              | 2015 | Singapur                     | 5–16 czerwca            |
| XXIX                                | 2017 | Kuala Lumpur                 | 19–30 sierpnia          |
| XXX                                 | 2019 | Filipiny                     | 30 listopada–11 grudnia |
| XXXI                                | 2021 | Hanoi                        | 21 listopada–2 grudnia  |
| XXXII                               | 2023 | Phnom Penh                   | 5–16 maja               |
| XXXIII                              | 2025 | Bangkok, Chon Buri, Songkhla | 9–20 grudnia            |
| XXXIV                               | 2027 | Kuala Lumpur                 |                         |
| XXXIV                               | 2029 | Singapur                     |                         |

| Państwo   | Gospodarz | Lata                                     |
| --------- | --------- | ---------------------------------------- |
| Tajlandia | 7         | 1959, 1967, 1975, 1985, 1995, 2007, 2017 |
| Malezja   | 5         | 1965, 1971, 1977, 1989, 2001             |
| Filipiny  | 4         | 1981, 1991, 2005, 2019                   |
| Indonezja | 4         | 1979, 1987, 1997, 2011                   |
| Singapur  | 4         | 1973, 1983, 1993, 2015                   |
| Mjanma    | 3         | 1961, 1969, 2013                         |
| Wietnam   | 2         | 2003, 2021                               |
| Brunei    | 1         | 1999                                     |
| Kambodża  | 1         | 2023                                     |
| Laos      | 1         | 2009                                     |

## Klasyfikacja medalowa
Tabela uwzględnia medale zdobyte od 1959 do 2019 roku.
| Poz.  | Reprezentacja  | Złoto | Srebro | Brąz   | Razem  |
| ----- | -------------- | ----- | ------ | ------ | ------ |
| 1.    | Tajlandia      | 2254  | 1930   | 1944   | 6128   |
| 2.    | Indonezja      | 1824  | 1704   | 1780   | 5308   |
| 3.    | Malezja        | 1303  | 1273   | 1685   | 4261   |
| 4.    | Filipiny       | 1067  | 1193   | 1478   | 3738   |
| 5.    | Singapur       | 947   | 1002   | 1362   | 3311   |
| 6.    | Wietnam        | 928   | 867    | 991    | 2786   |
| 7.    | Mjanma         | 564   | 741    | 992    | 2297   |
| 8.    | Kambodża       | 69    | 115    | 258    | 442    |
| 9.    | Laos           | 69    | 93     | 320    | 482    |
| 10.   | Brunei         | 14    | 55     | 163    | 232    |
| 11.   | Timor Wschodni | 3     | 6      | 26     | 35     |
| Razem | Razem          | 9042  | 8979   | 10 999 | 29 020 |

## Reprezentacje
W historii igrzysk Azji Południowo-Wschodniej wystąpiło 11 reprezentacji.
| Reprezentacja  | Debiut | Występy |
| -------------- | ------ | ------- |
| Brunei         | 1977   | 22      |
| Filipiny       | 1977   | 22      |
| Indonezja      | 1977   | 22      |
| Kambodża       | 1961   | 20      |
| Laos           | 1959   | 23      |
| Malezja        | 1959   | 30      |
| Mjanma         | 1959   | 30      |
| Singapur       | 1959   | 30      |
| Tajlandia      | 1959   | 30      |
| Timor Wschodni | 2003   | 9       |
| Wietnam        | 1959   | 23      |

## Dyscypliny
- Judo: 2001 ● 2003 ● 2005 ● 2007 ● 2009 ● 2011 ● 2013 ● 2015 ● 2017 ● 2019 ● 2021 ● 2023
- Lekkoatletyka: 2009 ● 2013 ● 2019
- Rugby 7: 2007 ● 2015 ● 2017 ● 2019
- Tenis ziemny: 2021
- Zapasy: 1987 ● 1997 ● 2003 ● 2005 ● 2007 ● 2009 ● 2011 ● 2013 ● 2019 ● 2021 ● 2023